# Antonio Rosmini

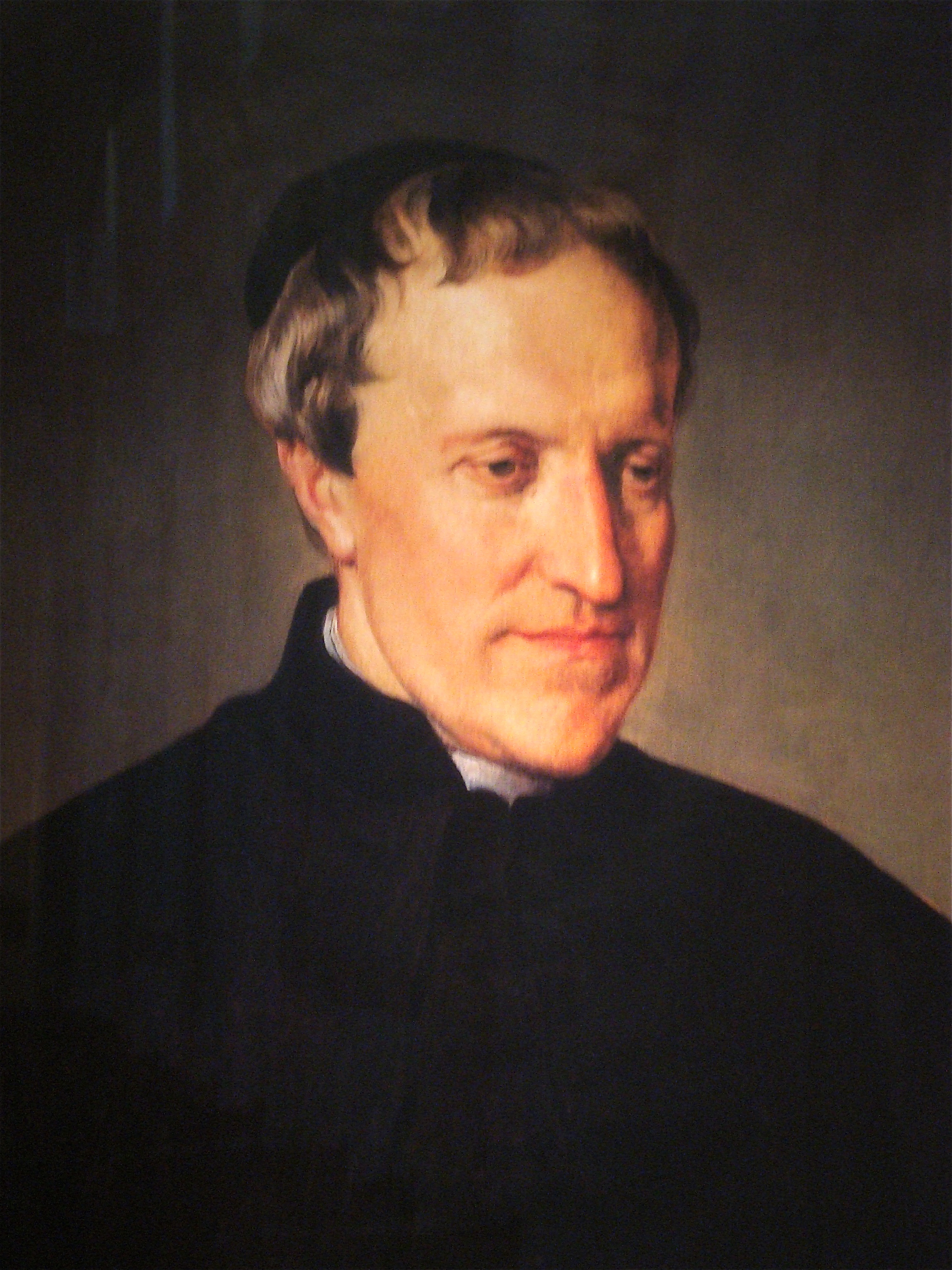
Antonio Rosmini

Antonio Francesco Davide Ambrogio Rosmini-Serbati (Rovereto, 24 de março de 1797 – Stresa, 1 de julho de 1855) foi um padre católico, teólogo e filósofo italiano nascido no Império Austríaco no Tirol italiano. Foi declarado beato em 2007 e é considerado um dos mais originais e importantes teólogos e filósofos italianos da primeira metade do século XIX.

## Vida
Filho de Pier Modesto Rosmini Serbati, patrício de Rovereto e nobre do Sacro Império, e Giovanna, da família dos condes Formenti, fez seus primeiros estudos em uma escola pública, ao mesmo tempo dedicando-se intensamente à leitura. Foi ordenado padre em 1821 e em 1822 graduou-se em Teologia e Direito Canônico na Universidade de Pádua. No mesmo ano visitou Roma, onde foi encorajado pelo papa Pio VII a empreender uma reforma no sistema filosófico, passando os anos seguintes aprofundando seus conhecimentos neste campo, especialmente interessado pela obra de São Tomás de Aquino.
Nesta época concebeu suas Massime di perfezione cristiana, que constituiu como regra de vida, onde desenvolve o Princípio da Passividade. Segundo este princípio, o engajamento em obras de caridade não deve partir de uma iniciativa pessoal, mas sim de uma clara manifestação externa da vontade divina.Combinava-o ao Princípio da Indiferença, segundo o qual nenhum tipo de trabalho deveria ser preferido ou rejeitado por virtude de inclinações pessoais.
Sobre esses fundamentos, e depois de estimulado por Madalena de Canossa, criou em 1828 uma congregação à qual deu o nome de Instituto de Caridade, hoje mais conhecida como Congregação Rosminiana, cujos estatutos foram aprovados por Gregório XVI em 1838, e que logo começou a se expandir rapidamente pela Inglaterra e Itália.
Neste ínterim, já havia escrito sua obra filosófica fundamental, Nuovo saggio sull'origine delle idee (1830), que pretendia superar o famoso trabalho de John Locke Essay concerning Human Understanding. A partir de então uma prolífica série de escritos foi aparecendo, mas ao mesmo tempo suas ideias pouco ortodoxas e seu envolvimento com a política passaram a ser o centro de uma intensa controvérsia, que levou à inclusão no Index Librorum Prohibitorum de duas obras suas, Costituzione secondo la giustizia sociale e Dalle cinque piaghe della Santa Chiesa. Os debates foram intensificados e em 1854 a Igreja impôs-lhe o silêncio. Em 1889 quarenta de suas proposições foram formalmente condenadas através do decreto Post Obitum de Leão XIII.
Em meados do século XX iniciou sua reabilitação. João XXIII tomou suas Massime di perfezione cristiana como regra de vida, Paulo VI suspendeu o interdito sobre Dalle cinque piaghe della Santa Chiesa, João Paulo II em sua encíclica Fides et Ratio elogiou sua síntese entre o pensamento filosófico e a ética cristã, e aprovou a abertura da causa para sua beatificação. Uma nota do Vaticano de 2001 declarou que estavam superadas as dificuldades e dúvidas que cercavam sua doutrina, e foi beatificado em 18 de novembro de 2007.

## Obra

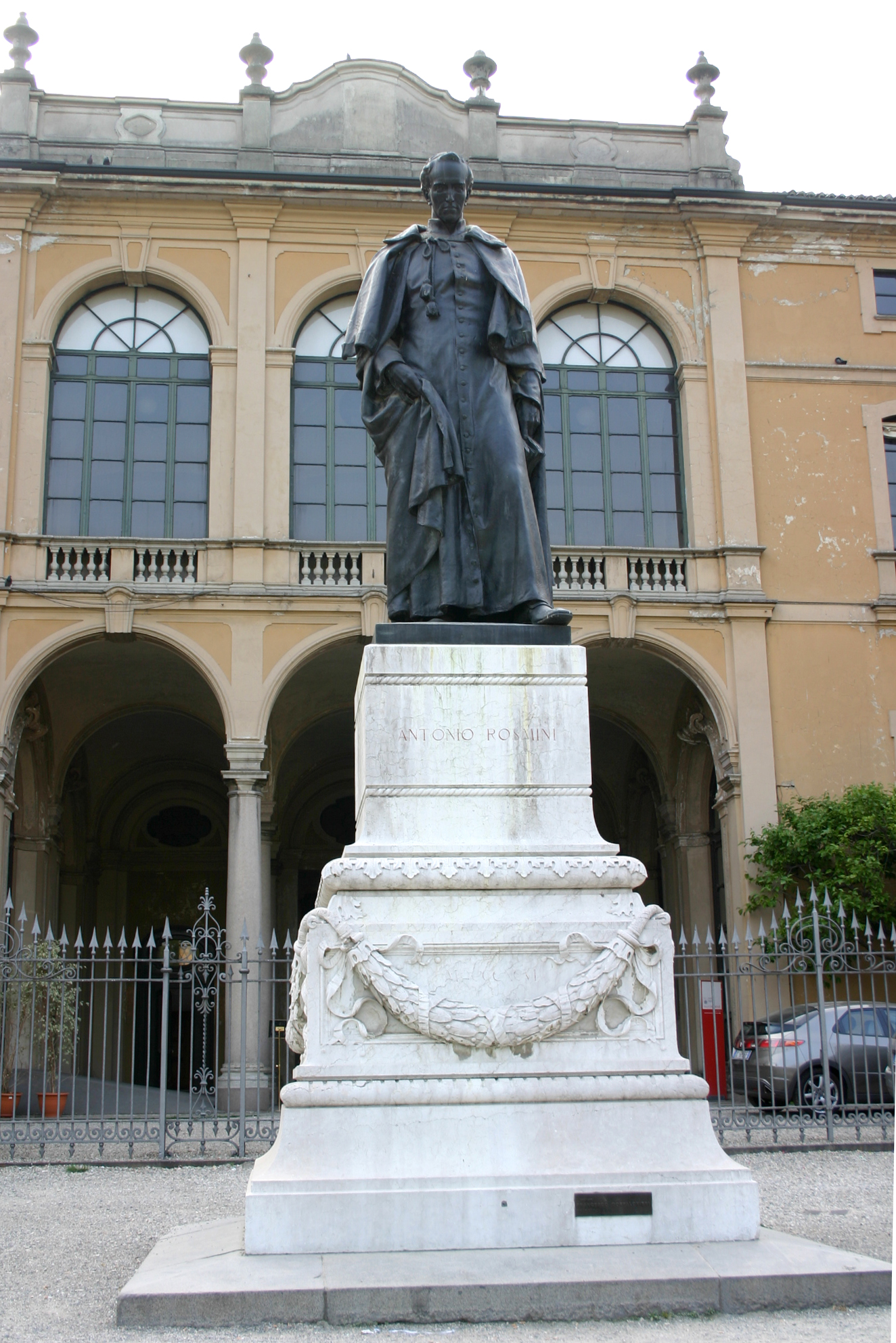
Monumento a Rosmini em Milão.

Seu trabalho intelectual pretendeu restabelecer o equilíbrio entre a razão e a religião que havia sido fortemente abalado com o advento do iluminismo. Os temas principais que trabalhou foram a ontologia, a dignidade do homem, a moralidade, os direitos humanos, a natureza da sociedade, da inteligência e do conhecimento, a cosmologia e a teologia natural, abordando também a arte, a política, a educação e o casamento. Na interpretação de Fulvio De Giorgi,
"O Nuovo saggio sull’origine delle idee assume uma perspectiva crítica moderna, desenvolvendo-a rigorosamente e ao mesmo tempo criticando o próprio criticismo kantiano, ainda que o tivesse como uma referência indispensável, e resumindo as categorias kantianas a uma só: a ideia do ser. Decisiva, então, se tornava a teoria de um 'sentimento corpóreo fundamental'. Rosmini se colocava em uma posição nova e original, certamente em sintonia com as grandes tradições platônico-agostiniana e aristotélico-tomista, mas de maneira claramente moderna, e através disso criticava o sensismo, o materialismo, o empirismo e o ceticismo, e também o racionalismo e o idealismo. Depois de ter proposto esta inovadora gnoseologia (e ontologia), publicou em 1831 uma segunda obra fundamental, os Principi della scienza morale, onde o critério da moralidade era fundamentado no reconhecimento da ordem do ser".
Os principais pontos que levaram à controvérsia foram suas visões sobre a ontologia, a teologia natural, as relações entre pecado e culpa, e a natureza e circunstâncias do surgimento do mal, sendo acusado de heterodoxia e panteísmo.
Suas seis Massime di perfezione cristiana sintetizam seu ascético legado espiritual, e explicitam os princípios da Passividade e da Indiferença. Três norteiam a finalidade da ação, e três os meios de obter os fins: desejar única e infinitamente agradar a Deus, ou seja, ser justo; orientar todos os pensamentos e atos para o incremento e a glória da Igreja de Cristo; conservar uma perfeita tranquilidade em tudo que aprouver a Deus impor à Igreja, trabalhando por ela segundo o chamamento divino; abandonar a si mesmo à Providência; reconhecer intimamente a nulidade da pessoa humana diante da infinitude e grandeza de Deus, e organizar todas atividades e toda a vida com um espírito de inteligência. Em seus trabalhos também condenou os vícios da Igreja, a pobre educação do clero, a desunião dos bispos e a interferência do Estado na religião, pretendendo reformar a Igreja de uma forma mais inclusiva, comunitária e participativa, com maior atenção às Escrituras Sagradas, e retomando a ideia de uma Igreja pobre.